# María Belén
María Belén es una telenovela infantil mexicana, producida por Televisa Niños, exhibida del 13 de agosto al 14 de diciembre del 2001. Fue protagonizada por Nora Salinas, Rene Lavan y con la participación infantil de Danna Paola como María Belén. Cuenta con las actuaciones antagónicas de Maya Mishalska, Harry Geithner, María Marcela, Dacia Arcaráz, Xavier Marc y Eugenia Avendaño. Se trata de una adaptación de La recogida, historia original de Julio Porter.

## Historia
Un tesoro al final del arcoíris... "María Belén" es la historia de una pequeña de seis años que recientemente ha perdido a sus padres adoptivos en un trágico accidente. Se ha quedado con su tío Rogelio, hombre ambicioso y malvado, que planeó dicho accidente para adueñarse de la herencia de su medio hermano Alfonso García Marín... pero no tomó en cuenta la posibilidad de que María Belén saliera ilesa de la catástrofe y, mucho menos, que fuera justamente ella la heredera universal de los bienes de Alfonso. Es por ello que ahora Rogelio tiene que esconder a la niña para cumplir su objetivo.
María Belén llega como interna al Instituto Brighton, lugar dirigido por Úrsula Arana, pues Rogelio logra convencer a ésta con dinero para que la mantenga viviendo ahí, prometiendo que regresará más tarde por ella... aunque esas no son sus verdaderas intenciones. Úrsula es una mujer amargada y maliciosa que ha tenido que trabajar en ese lugar para mantener su posición social, pero de ninguna manera disfruta la compañía de las niñas.
Su llegada al Instituto Brighton marca el destino de María Belén, ya que justamente ahí conocerá a su verdadero padre: Pablo Díaz Cortázar.
Hace seis años, cuando Pablo aún estudiaba y, a la vez, trabajaba para mantener sus estudios, conoció a una linda joven llamada Alejandra Medrano. Ambos se enamoraron y, a pesar de que establecieron una dulce y sencilla relación, esta tuvo que terminar debido a que Pablo recibió una beca en el extranjero para incrementar sus estudios. Alejandra fue quien más convenció a Pablo de tomar esa oportunidad, viendo desinteresadamente por el beneficio de su amado sin saber que en esos momentos ella ya esperaba un hijo de él. Pablo se fue, sin saber que más adelante Alejandra daría a luz a una bella niña y moriría poco tiempo después del parto. Fue así como María Belén fue adoptada por la familia García Pineda. 
Pablo logró enterarse de esta situación una vez que regresó al país, pero desgraciadamente para él no había ningún dato que pudiera llevarlo hasta su hija. En la época actual, lleva cuatro años buscando desesperadamente a la pequeña, sin éxito alguno. Ahora, lo único que le da felicidad a su vida es Ana del Río, su actual novia, una mujer dulce y amorosa que trabaja como psicóloga en el Instituto Brighton y que trata de proteger a María Belén y las otras niñas.
Úrsula Arana ha vivido muchos años obsesionada con el amor de Pablo Díaz Cortázar, quien, desde que trabajaba en un periódico bajo las órdenes de su padre, siempre la rechazó. El diario quebró y Úrsula perdió la pista de Pablo, pero no su obsesión hacia él. Es ahora cuando Úrsula, sin saberlo, tiene la posibilidad de darle a Pablo lo que más desea en su vida: encontrar a su pequeña hija, María Belén.
María Belén desconoce que tiene un padre que la busca, pero su necesidad de tener una familia irá creciendo a la par con las maldades y artimañas que personas como Rogelio y Úrsula constantemente cometen en su contra. Aún en una situación tan adversa a su corta edad, María Belén posee un carácter alegre y positivo que le permitirá ir haciendo grandes amigos que la ayudarán a llenar su vida de amor y encontrar su tesoro al final del arcoíris!

## Elenco
- Nora Salinas - Ana del Río
- Rene Lavan - Pablo Díaz Cortázar
- Danna Paola - María Belén Garcia Pineda / María Belén Diaz Medrano (del Río)
- Maya Mishalska - Úrsula Arana
- Harry Geithner - Rogelio García Juárez
- Xavier Marc - Adolfo Serrano
- Antonio Medellín - Refugio "Don Cuco"
- Luis Xavier - Antonio Sanz
- Dacia Arcaráz - Malena Cataño
- Mary Paz Banquells - Patricia Pineda de García
- Alfredo Adame - Alfonso García Marín
- Mónica Prado - Hilda Manríquez de Serrano
- Alejandra Barros - Valeria Montaño de Sanz
- Yurem Rojas - Bruno Sanz Montaño
- María Marcela - Lucrecia Campos
- Marcela Páez - Claudia del Río
- Alex Trillanes - Martín
- Sonia Velestri - Gladys
- Ana Valeria Cerecedo
- Graciela Bernardos - Trinidad Gutiérrez
- Héctor Parra - Raúl Trujillo
- Mariana Karr - Lolita
- Patricio Borghetti - Ángel
- Mariana Sánchez - Gloria
- Nayeli Pellicer - Sara
- Esteban Franco - Fidelio
- Marcela Fernández - Mayita
- Omar Villanueva - Juan Valdivia
- Mauricio Rodríguez - Roña
- Elizabeth Arciniega - Lic. Laura Paola Rocha
- Ruth Sheinfeld - Mamá de Evelyn
- Antonio Escobar - Ramiro Benegas
- Shirley - Mamá de Socorro
- Leo Navarro - Héctor
- Javier Yerandi - Papá de Romina
- Arturo Paulet - Comandante Rivera
- Evelyn Solares - Camila
- Arturo Barba - Polo
- Jorge Ortín - José Zaragoza "Pepe"
- Oscar Ferretti - Aurelio Suárez
- Miguel Priego - Félix Gamez
- Sara Monar - Mercedes
- Sergio Sama - Carlos Hernández
- Jorge Santos - Comandante Morfin
- Adriana Laffan - Margarita
- René Casados - Jorge
- Marijose Valverde - Socorro
- Natush - Evelyn
- Irina Wilkins - Romina Cortés Mena
- Cristiane Aguinaga - Deborah Tamargo
- Geraldine Galván - Geraldine
- Génesis Bages - Anadela
- Ricky Mergold - Pancho
- Hany Sáenz - Montserrat
- Yousi Díaz - Norma Malpica
- Benjamín Islas - Tiburcio
- Eugenia Avendaño - Tía Eduviges Arana
- Claudia Elisa Aguilar - Rosa
- Gustavo Negrete - Gastón
- Paola Ochoa - Ramona
- Rebeca Manríquez - Gabriela
- Paulina Martell - Pirueta
- Laura Ordóñez - Ruth
- Arturo Farfán - Mudo
- Paco Lozano - Papá de Socorro
- Rosario Contreras - Mamá de Romina
- Angie Toledo - Susana
- Mario Casillas - Julián Arana

## Lanzamiento en DVD
El 18 de marzo de 2003, se lanzó un DVD con lo mejor de la telenovela, con una duración de 60 minutos, aproximadamente, titulado María Belén y sus amigos.

### Contenido
1. María y la Malcriada [7:37]
2. María tiene un Problema [7:23]
3. Tengo una Idea [10:30]
4. Investigación de Charlie [7:25]
5. No Se Aceptan Niñas [6:31]
6. Los piratas y el tesoro [10:09]
7. Lo mejor de María Belén [13:32]
8. Créditos [1:34]

## Otras versiones
- María Belén es un remake de la telenovela mexicana La recogida, producida por Augusto Elías, Luis de Llano Palmer y Valentín Pimstein, dirigida por Fernando Wagner, y protagonizada por María Fernanda Ayensa, Silvia Derbez y Antonio Medellín.
- En la serie cómica, La familia P. Luche, Danna Paola  tiene una breve aparición, interpretando el personaje de María Belén, en donde suele ser una niña que molesta constantemente a Ludovico P. Luche. Aparece en los episodios "Ludovico en la escuela" y "La novia de Ludoviquito".

En Thalita el Palacio de la Patrulla: Aurora Dream y Rainbow Live Special, hubo dos remakes: la 2da temporada de la telenovela, pero María Belén es interpretada por Duda Macario, la otra es visualmente un remake infantil, pero el protagonista principal es un niño de 9 a 10 años de pelo largo llamado Pablito, quien perdió temprano a su padre y fue llevado al orfanato, pero es gran amigo de Pedro, Sofía, Lucas, Julius y Alexa. Pablito es interpretado por Luís Eduardo Rodrigues.

## Premios

### Premios El Heraldo de México
| Año  | Categoría           | Nominado(a) | Resultado |
| ---- | ------------------- | ----------- | --------- |
| 2001 | Revelación femenina | Danna Paola | Ganadora  |

### Premios Bravo
| Año  | Categoría                 | Nominado(a) | Resultado |
| ---- | ------------------------- | ----------- | --------- |
| 2002 | Mejor actuación infantil  | Danna Paola | Ganadora  |
| 2002 | Mejor telenovela infantil | Mapat       | Ganadora  |